# Mvomeka'a
Mvomeka’a est un village de la commune de Meyomessala (Région du Sud, département du Dja-et-Lobo), au Cameroun. Elle est située à une cinquantaine de kilomètres au nord-est de Sangmélima, le chef-lieu du département, sur la route qui relie Ndjom à Zoumeyo. 

## Population
En 1962, il comptait 274 habitants, principalement de l'ethnie Boulou. Lors du recensement de 2005, 4 054 personnes y étaient dénombrées.

## Économie
En 2015 une mini-centrale solaire, de 293 panneaux photovoltaïques et 93 lampadaires, pour une capacité de production de 73 kW d'énergie électrique par jour, d’un coût global de 454 millions de francs CFA, a été offerte à Mvomeka'a par une firme chinoise, dans le cadre d'un vaste programme d’électrification rurale dont doivent bénéficier à terme 1 000 localités camerounaises.

## Personnalités
Le village est connu comme lieu de naissance, le 13 février 1933, du président camerounais Paul Biya, au pouvoir depuis le 6 novembre 1982.